# Стівен Кокер
Стівен Кокер (англ. Steven Caulker, нар. 29 грудня 1991, Лондон, Англія) — англійський і сьєрра-леонський футболіст, захисник турецького клубу «Фатіх Карагюмрюк» та збірної Сьєрра-Леоне.

## Клубна кар'єра
Вихованець футбольної школи клубу «Тоттенгем Готспур». У дорослому футболі дебютував 2009 року виступами на правах оренди за «Йовіл Таун», в якому провів один сезон, взявши участь у 44 матчах чемпіонату. Більшість часу, проведеного у складі «Йовіл Таун», був основним гравцем захисту команди.
Після повернення до Лондона Кокер так і не зміг здобути місце в основному складі і наступний сезон провів на правах оренди в «Бристоль Сіті». Граючи у складі «Бристоль Сіті» також здебільшого виходив на поле в основному складі команди. Після завершення оренди відразу був відданий на сезон у «Свонсі Сіті». Тренерським штабом нового клубу також розглядався як гравець «основи».
До складу клубу «Тоттенгем Готспур» повернувся влітку 2012 року, за який наступного сезону зіграв 28 ігор в усіх турнірах і забив 2 голи.
31 липня 2013 року Кокер перейшов до валлійського клубу «Кардіфф Сіті», що вийшов до англійської Прем'єр-ліги, з яким уклав контракт на чотири роки. Сума трансферу склала рекордні для клубу 8 млн фунтів. У сезоні 2013/14 Кокер зіграв у всіх 38 матчах чемпіонату без замін, забив п'ять голів, але це не допомогло «Кардіффу» зберегти місце в Прем'єр-лізі.
22 липня 2014 року Кокер уклав чотирирічний контракт із клубом «Квінз Парк Рейнджерс». Його новий клуб так само не уникнув вильоту до Чемпіоншипу в першому ж сезоні Стівена, через що у сезоні 2015/16 Кокер виступав в орендах, перші півроку в «Саутгемптоні», потім — в «Ліверпуль». В обох клубах він рідко з'являвся на полі. Так само Кокер не зміг стати основним гравцем КПР після закінчення оренди, тому 28 грудня 2017 року Кокер домовився про дострокове розірвання контракту з клубом за взаємною згодою.
8 лютого 2018 року Колкер підписав півторарічну угоду з шотландським «Данді», але вже 31 серпня покинув команду, скориставшись пунктом контракту про дострокове звільнення.
З початку 2019 року Кокер став виступати у Туреччині за клуб «Аланіяспор», де провів півтора роки, а 30 червня 2021 року у статусі вільного агенту підписав контракт з іншим місцевим клубом «Фенербахче». Втім вже за кілька днів команду очолив Вітор Перейра, який не бачив англійця у складі своєї команди, через що Кокер, не зігравши жодної гри, був відданий в оренду в «Газіантеп».
Влітку 2022 року уклав контракт з іншим турецьким клубом «Фатіх Карагюмрюк».

## Виступи за збірні
2009 року дебютував у складі юнацької збірної Англії до 19 років, разом з якою брав участь у юнацькому чемпіонаті Європи 2010 року, на якому англійці дійшли до півфіналу. Всього Кокер взяв участь у 11 іграх на юнацькому рівні.
З 2010 року залучався до складу молодіжної збірної Англії. Всього на молодіжному рівні зіграв у 10 офіційних матчах, забив 1 гол.
2012 року захищав кольори олімпійської збірної Великої Британії на Олімпійських іграх 2012 року у Лондоні, зігравши у п'яти іграх.
10 серпня 2012 року був викликаний до збірної Англії на товариський матч проти Італії, але на поле не вийшов. 8 листопада 2012 року Рой Годжсон вдруге викликав Кокера до збірної Англії на товариський матч проти Швеції. Колкер розпочав цей матч, що відбувся 14 листопада, в основному складі і забив гол зі штрафного удару. Він відіграв 74 хвилини, перш ніж його замінили, на цей момент Англія вела в рахунку 2:1. У підсумку англійська команда програла 2:4. Цей матч так і залишився єдиним для Кокера у англійській збірній.
У грудні 2021 року Стівен отримав дозвіл від ФІФА виступати за збірну Сьєрра-Леоне, оскільки дід футболіста родом із цієї країни і за кілька днів він був включений до заявки збірної на Кубок африканських націй 2021 року, що пройшов в Камеруні. Там 11 січня у грі групового етапу проти Алжиру (0:0) Кокер дебютував за африканську збірну.
| Дата      | Місто   | Господарі        | Результат | Гості                | Турнір                                   | Голи | Примітки |
| --------- | ------- | ---------------- | --------- | -------------------- | ---------------------------------------- | ---- | -------- |
| 11-1-2022 | Дуала   | Алжир            | 0 – 0     | Сьєрра-Леоне         | Кубок африканських націй 2021 - 1-й етап | -    |          |
| 16-1-2022 | Дуала   | Кот-д'Івуар      | 2 – 2     | Сьєрра-Леоне         | Кубок африканських націй 2021 - 1-й етап | -    |          |
| 20-1-2022 | Лімбе   | Сьєрра-Леоне     | 0 – 1     | Екваторіальна Гвінея | Кубок африканських націй 2021 - 1-й етап | -    | 71'      |
| 24-3-2022 | Анталія | Того             | 3 – 0     | Сьєрра-Леоне         | товариський матч                         | -    | кап.     |
| 27-3-2022 | Анталія | Ліберія          | 0 – 1     | Сьєрра-Леоне         | товариський матч                         | -    | кап.     |
| 29-3-2022 | Анталія | Республіка Конго | 1 – 2     | Сьєрра-Леоне         | товариський матч                         | -    | кап.     |
| 9-6-2022  | Абуджа  | Нігерія          | 2 – 1     | Сьєрра-Леоне         | Відбір до Кубка африканських націй 2023  | -    | кап.     |
| Усього    |         | Матчів           | 7         |                      | Голів                                    | 0    |          |